# Território do Arkansas

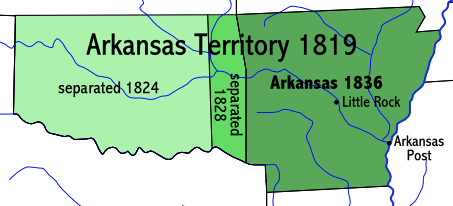
Mapa do Território do Arkansas.

O Território do Arkansas oficialmente Território de Arkansaw, era um território organizado incorporado dos Estados Unidos que existiu de 4 de julho de 1819 a junho 15 de 1836, quando a extensão final do Território de Arkansas foi admitida à União como o Estado de Arkansas. Robert Crittenden foi o secretário até 1829 e o governador de fato, preparando o Arkansas para a criação de um estado.